# Jörg Hörandel
Jörg R. Hörandel (15 januari 1968) is een Duitse natuurkundige die zich bezighoudt met hoogenergetische deeltjes in het heelal. Hij is hoogleraar observationele astrodeeltjesfysica aan de Radboud Universiteit in Nijmegen en gasthoogleraar aan de Vrije Universiteit Brussel.

## Opleiding en carrière
Hörandel studeerde natuurkunde en wiskunde aan het Karlsruher Institut für Technologie en promoveerde daar in 1997 op onderzoek naar kosmische straling. Daarna deed hij onderzoek aan de Universiteit van Chicago. In 2004 behaalde hij zijn habilitatie in Karlsruhe. Sinds 2007 werkt hij aan de Radboud Universiteit. Van 2007 tot 2014 als universitair docent, van 2014 tot 2018 als universitair hoofddocent en sinds 2019 als hoogleraar. Vanaf 2012 is hij ook verbonden aan het Nikhef, het Nationaal instituut voor subatomaire fysica en sinds 2018 is hij gasthoogleraar aan de Vrije Universiteit Brussel.

## Onderzoek
Hörandel onderzoekt de oorsprong van kosmische straling. Hij gebruikt daarvoor onder andere de radiotelescopen van het Europese LOFAR-project en de deeltjesdetectoren van het Pierre Auger Cosmic Ray Observatory in Argentinië. Met zijn onderzoeksgroep ontwikkelt Hörandel nieuwe methoden om zogeheten deeltjesdouches of deeltjeslawines in de atmosfeer te meten aan de hand van de radiostraling die deze deeltjeslawines uitzenden.

## Prijzen en onderscheidingen
In 2018 ontving hij een ERC Advance Grant van de Europese onderzoeksraad. Met deze onderzoekssubsidie van 3,5 miljoen euro installeert Hörandel onder andere 1600 nieuwe, nauwkeurige detectors bij het Pierre Auger Cosmic Ray Observatory.